# Ciclisme als Jocs Olímpics d'estiu de 1896 - 100 quilòmetres homes
La cursa dels 100 km en pista masculina fou una de les proves de ciclisme en pista que es disputà als Jocs Olímpics de 1896 el dia 8 d'abril de 1896. Constava de 300 voltes a la pista i hi prengueren part 9 ciclistes, però sols 2 d'ells acabaren la cursa. Léon Flameng va patir una caiguda a mitjan cursa, però va continuar i guanyà l'or. El grec Georgios Koletis completà 289 voltes.

## Medallistes
| Or           | Plata            | Bronze       |
| Léon Flameng | Georgios Koletis | no s'entrega |

## Resultats
| Posició | Ciclista                 | Temps             |
| ------- | ------------------------ | ----------------- |
| Or      | Léon Flameng             | 3h 08' 19,2"      |
| Argent  | Georgios Koletis         | desconegut        |
| -       | Bernhard Knubel          | retirat als 41 km |
| -       | Theodor Leupold          | retirat als 37 km |
| -       | Edward Battel            | retirat als 17 km |
| -       | Aristidis Konstandinidis | retirat als 16 km |
| -       | Joseph Rosemeyer         | DNF               |
| -       | Adolf Schmal             | DNF               |
| -       | Joseph Welzenbacher      | DNF               |

DNF: No finalitza la cursa